# Gaspard de Coligny

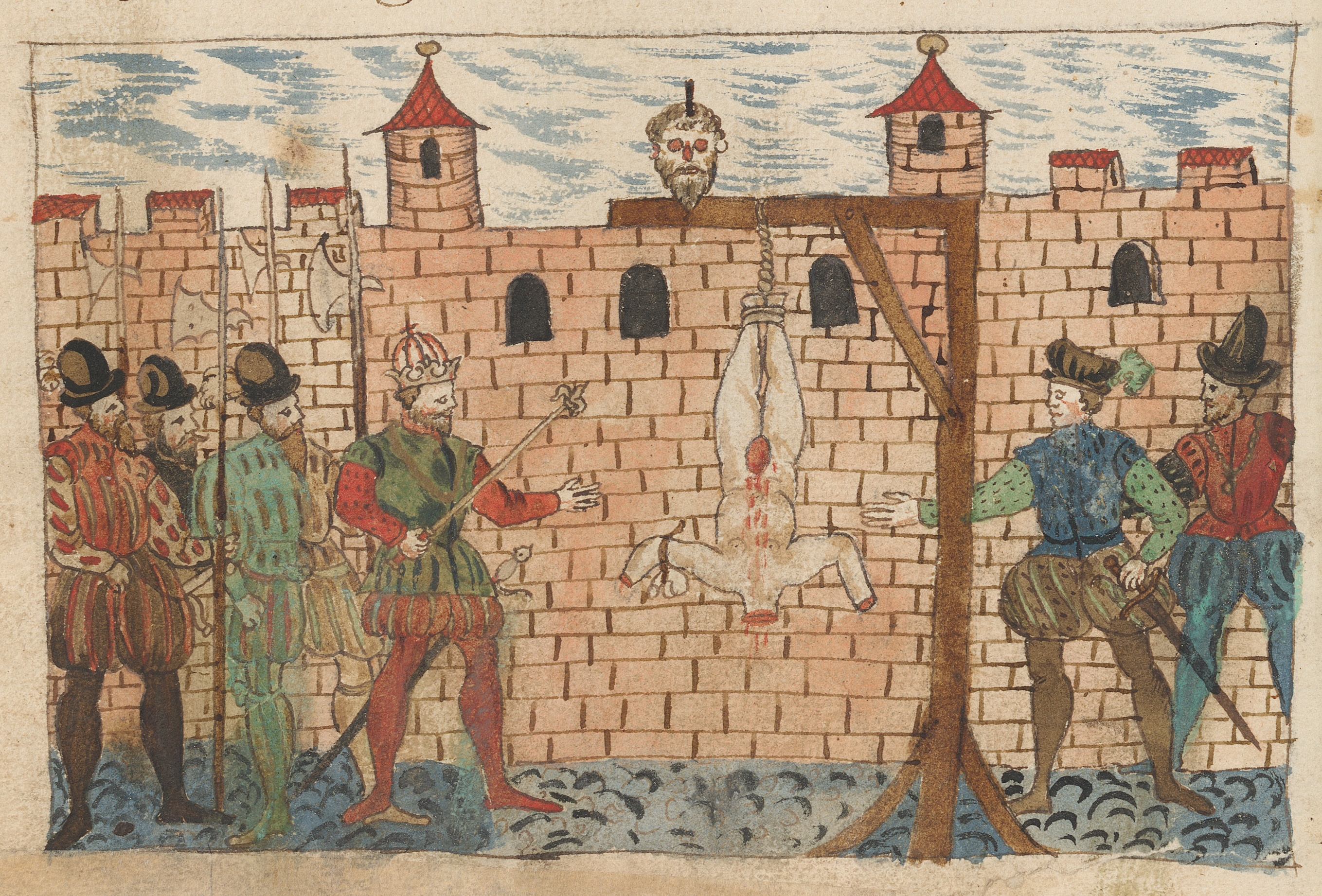
Tentoonstelling van Coligny's verminkte lijk (Wickiana, ca. 1576)

Gaspard de Coligny (Châtillon-sur-Loing, 16 februari 1519 - Parijs, 24 augustus 1572) was graaf van Châtillon-Coligny als Gaspard II van Coligny. Hij was admiraal van Frankrijk en hugenoots leider. Zijn dochter Louise de Coligny was gehuwd met Willem van Oranje, ze was zijn vierde echtgenote.

## Biografie
Coligny werd geboren in een adellijke familie in Bourgondië. Zijn ouders waren Gaspard I van Coligny en Louise van Montmorency, de zus van Anne de Montmorency. Hij studeerde letteren maar stopte ermee toen hij in het leger ging. In 1544 vocht hij in Italië. In 1552 werd hij admiraal. Als admiraal organiseerde hij twee vlootexpedities om Frans Florida te stichten; dit bestond slechts kortstondig. In 1557 verdedigde hij Saint-Quentin vruchteloos tegen de Habsburgers en werd hij gevangengezet, eerst in Sluis, Zeeuws-Vlaanderen en nadien in het Spanjaardenkasteel te Gent.

### Calvinist
In Gent las hij de Bijbel, die hij van zijn broer had gekregen. Hij hoorde over de leider van de protestanten Maarten Luther in Duitsland en correspondeerde met de Frans-Zwitsere theoloog Johannes Calvijn, grondlegger van de christelijke stroming die calvinisme ging heten. Nadat er voor hem een losprijs was betaald, mocht hij naar huis. Coligny besloot te strijden voor de rechten van de protestanten in Frankrijk, die door de katholieken werden uitgescholden als hugenoten, wat hun geuzennaam werd. Het aantal hugenoten wordt in het midden van de 16de eeuw op een half miljoen geschat. Talrijke andere adellijke families gingen over tot het calvinisme en gaven het macht en aanzien. Coligny was aangetrokken door de theologie van Calvijn, maar zijn beslissing had zeker ook politieke motieven.

### Hugenotenoorlog
In 1562 braken de Hugenotenoorlogen uit. Coligny nam ondanks zijn aarzelingen deel aan de strijd. Na de dood van Lodewijk I van Bourbon-Condé werd hij de militaire leider van de hugenoten. Het kasteel van Tanlay in Bourgondië, eigendom van zijn broer François de Coligny d'Andelot, werd hun hoofdkwartier. Onder leiding van Gaspard de Coligny werd daar, in een torenkamer, geregeld overleg gepleegd. Coligny was maar een matige veldheer en zijn leger werd in oktober 1569 verslagen bij Moncontour. Hij slaagde er echter in een nieuw leger samen te stellen in het zuiden van Frankrijk en wist zo de voordelige Vrede van Saint-Germain-en-Laye (1570) af te dwingen. 

### Moord
Coligny kon hierna terugkeren naar het Franse hof en wist in de gratie te komen van koning Karel IX van Frankrijk. Hij probeerde de koning te overtuigen om met een gecombineerd katholiek en protestants leger de Spaanse Nederlanden aan te vallen. Deze plannen vielen slecht bij Catherina de' Medici en de katholieke voorman Hendrik I van Guise. Op 22 augustus 1572 werd hij in Parijs op straat neergeschoten. Hij verloor daarbij een vinger van zijn rechterhand en een elleboog werd verbrijzeld. Hij werd op zijn ziekbed nog bezocht door de koning. Maar twee dagen later, tijdens de Bartholomeusnacht, werd hij in zijn huis vermoord door een militie in opdracht van hertog Hendrik I van Guise, met medeweten van de koning. Nog levend werd hij uit het venster geworpen en op straat onthoofd.

## Vernoemingen
In Gent, Den Haag en Baarn is een protestants-christelijke school naar Gaspard de Coligny genoemd.
- Biblioteca Nacional de España: XX4912239
- Bibliothèque nationale de France: cb125977672 (data)
- Biografisch Portaal: 12002688
- Gemeinsame Normdatei: 11867661X
- International Standard Name Identifier: 0000 0001 1683 2336
- Library of Congress Control Number: n50052784
- Nationale Bibliotheek van Tsjechië: mzk2010597697
- Nationale bibliotheek van Australië: 48864036
- Nationale Bibliotheek van Israël: 987007277773905171
- Nationale Bibliotheek van Polen: a0000002592130
- Nederlandse Thesaurus van Auteursnamen: 06959130X
- LIBRIS: 182855
- SNAC: w61c4tmf
- Système universitaire de documentation: 027997340
- Trove: 1489476
- Virtual International Authority File: 88863847
- WorldCat: E39PBJcrfBj986JxyJwKrYJv73